# Evangelista

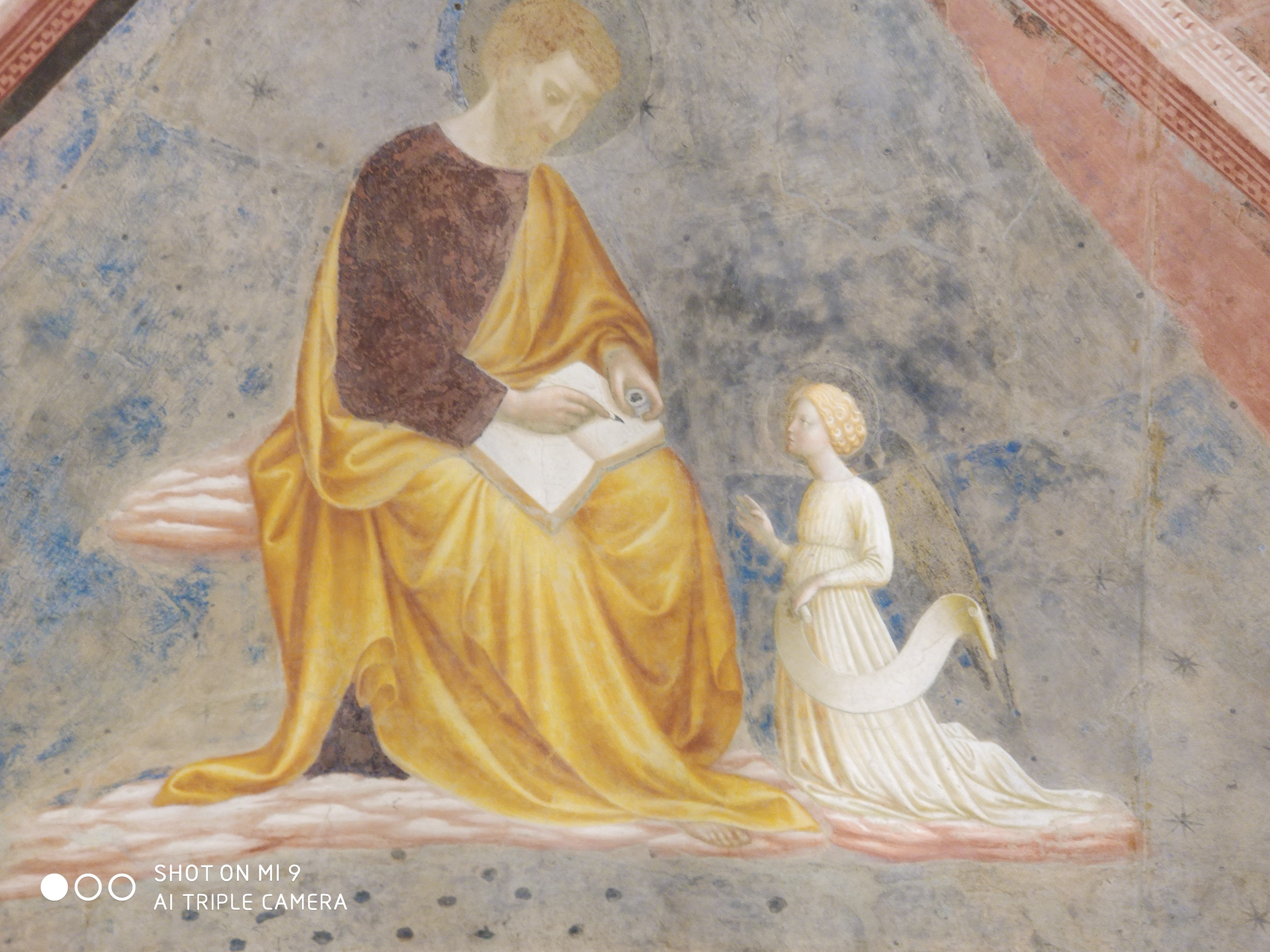
S. Matteo Evangelista Affresco di Masolino da Panicale Battistero di Castiglione Olona (Varese)

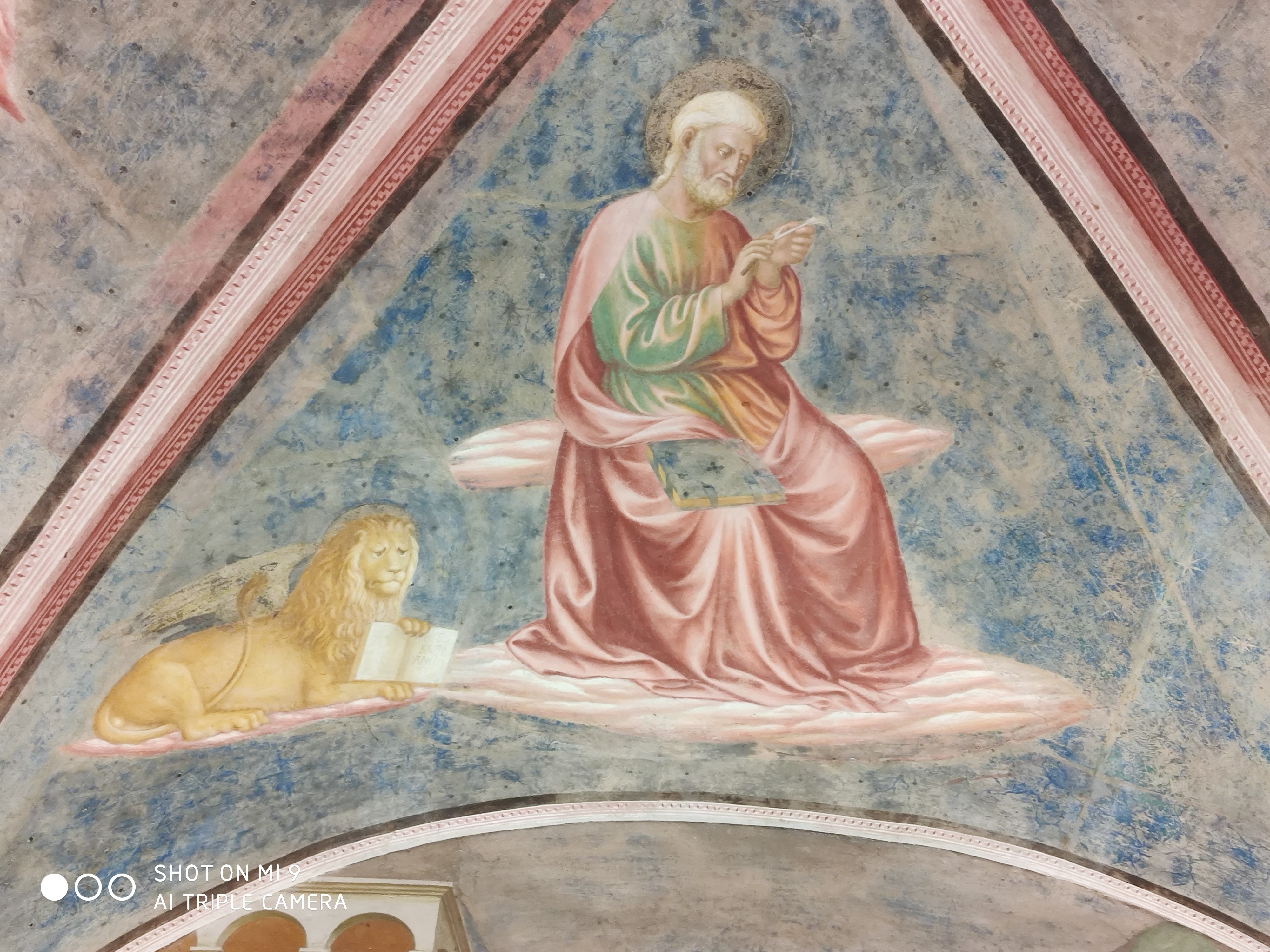
S. Marco Evangelista Affresco di Masolino da Panicale Battistero di Castiglione Olona (Varese)

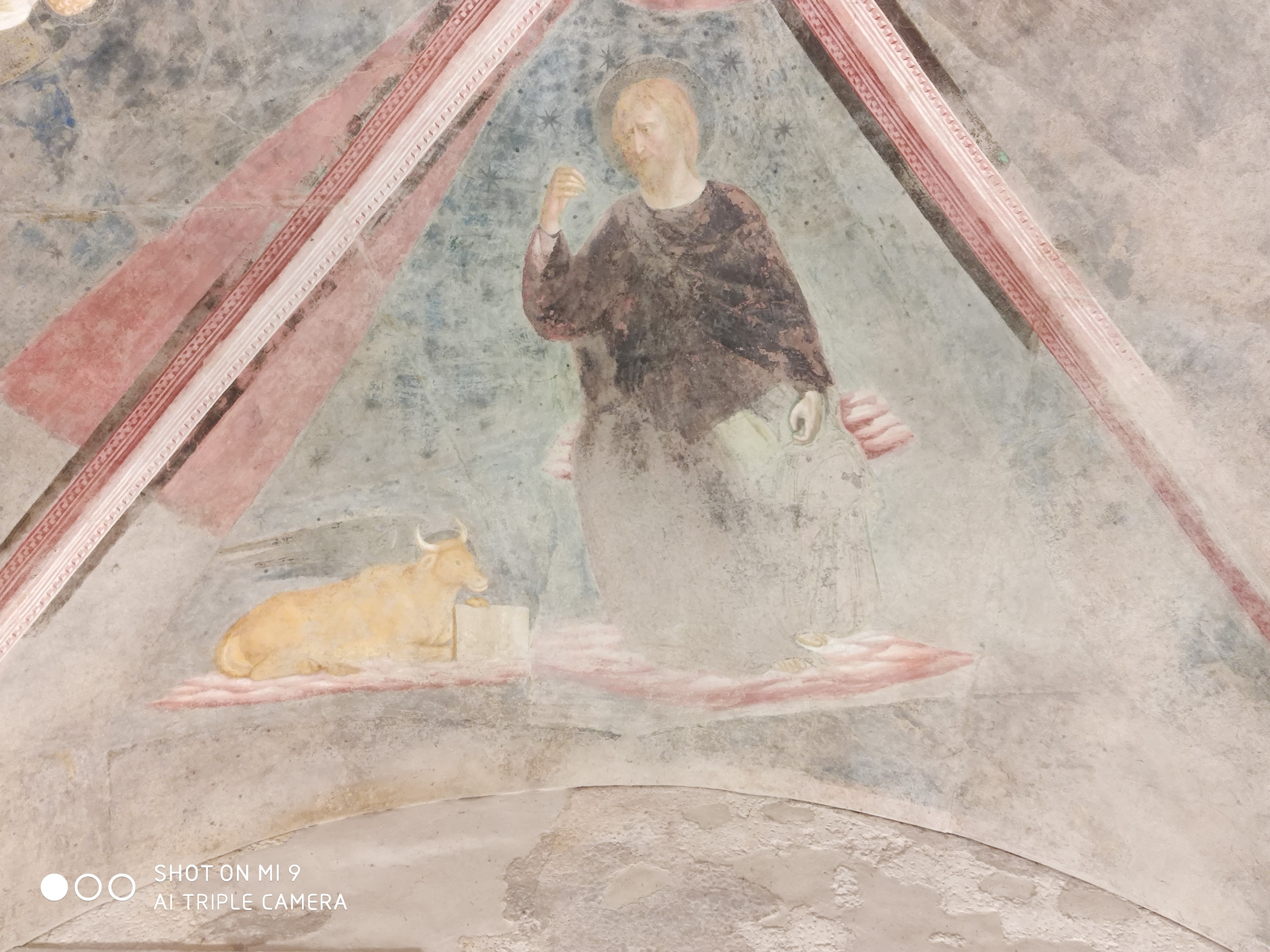
S. Luca Evangelista Affresco di Masolino da Panicale Battistero di Castiglione Olona (Varese)

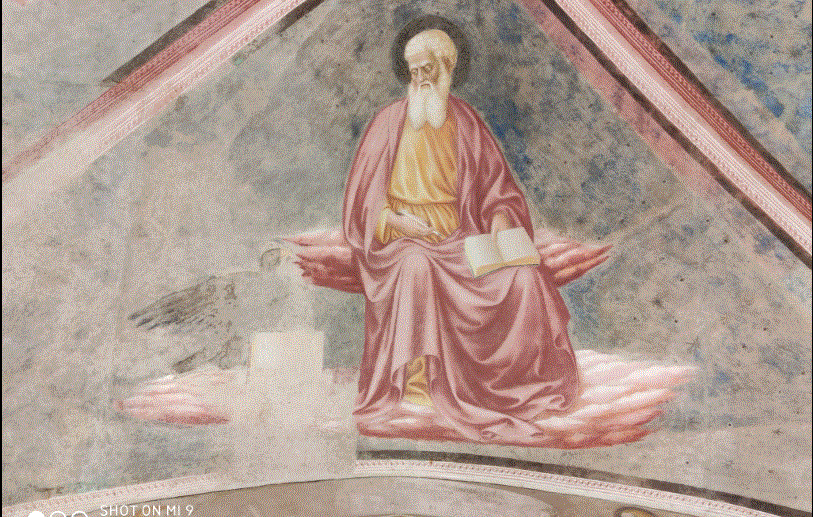
S. Giovanni Evangelista Affresco di Masolino da Panicale Battistero di Castiglione Olona (Varese)

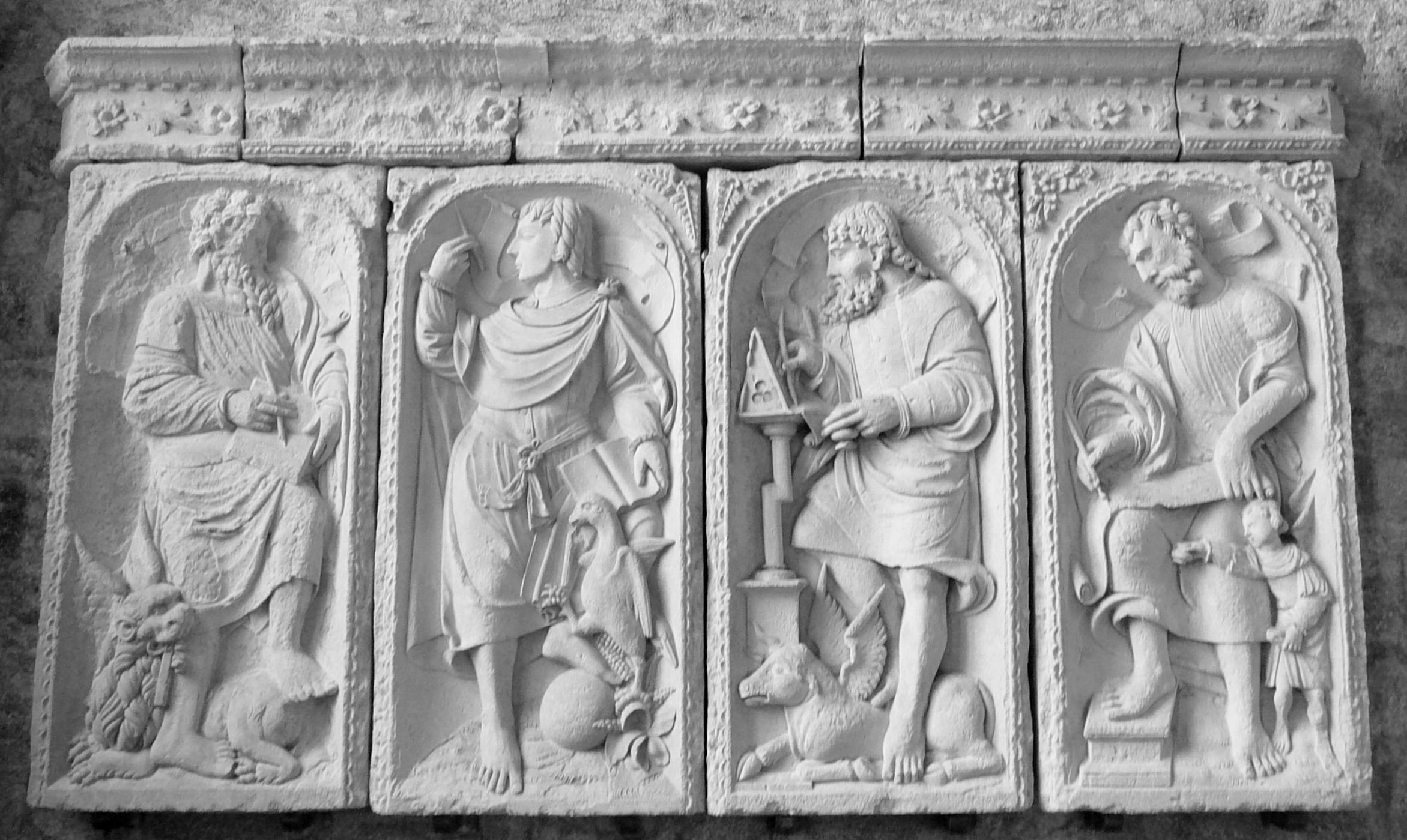
Raffigurazione dei quattro evangelisti presso l'abbazia di Mont-Saint-Michel, Francia

Evangelista è il nome con il quale si identificano le quattro persone che hanno redatto i Vangeli, detti anche Evangeli, che sono Matteo, Marco, Luca e Giovanni. 
Il termine "evangelista" è pure riferito allo specifico ministero cristiano di colui o colei che è stato chiamato a predicare l'Evangelo, come si esprime il Nuovo Testamento in Atti 21, 8: «Ripartiti il giorno dopo, giungemmo a Cesarea; ed entrati in casa di Filippo l'evangelista, che era uno dei sette, restammo da lui» e «Ma tu sii vigilante in ogni cosa, sopporta le sofferenze, svolgi il compito di evangelista, adempi fedelmente il tuo servizio» (2Timoteo 4, 5). Del tutto erroneo è l'utilizzo del termine "Evangelista" per riferirsi a chi aderisce alle chiese evangeliche.

## Fonte cristiana
Le fonti più antiche che fanno riferimento agli evangelisti risalgono a sant'Ireneo di Lione che nel suo Adversus Haereses, scritto nel II secolo, molto succintamente, così informava su questi personaggi:
(Adv. Hae. III Preliminare)

## Iconografia
Spesso gli evangelisti sono rappresentati con i simboli del "tetramorfo" che compaiono nelle profezie di Ezechiele:
riprese poi nelle visioni dell'Apocalisse giovannea:
Da notare che in Ezechiele ogni vivente ha quattro facce, ossia tutte e quattro le fattezze, a differenza di quanto è riportato nell'Apocalisse.
Sulla base di queste descrizioni e sulla base del modo in cui i rispettivi vangeli iniziano il proprio racconto, essi vengono associati a questi simboli:
- Matteo è raffigurato come uomo alato (assimilato ad un angelo: tutte le figure sono infatti alate). Il Vangelo di Matteo è quello che mette più in risalto l'umanità del Cristo (il Figlio dell'Uomo, come viene spesso indicato). Il testo esordisce con la discendenza di Gesù e, in seguito, narra la sua infanzia, sottolineandone quindi il suo lato umano.
- Marco è raffigurato come leone alato. Nel Vangelo di Marco viene maggiormente indicata la regalità, la forza, la maestà del Cristo: in particolare i numerosi miracoli accentuano l'aspetto secondo cui Cristo vince il male. Inoltre è proprio questo Vangelo che narra della voce di San Giovanni Battista che, nel deserto, si eleva simile a un ruggito (di un leone, appunto), preannunciando agli uomini la venuta del Cristo. Si veda anche «Vox clamantis in deserto».
- Luca è raffigurato come bue alato, ossia come un vitello, simbolo di tenerezza, dolcezza e mansuetudine, caratteri distintivi di questo Vangelo per descrizione e teologia.
- Giovanni è raffigurato come un'aquila. Il suo Vangelo infatti ha una visione maggiormente teologica, e quindi è quello che ha la vista più acuta. L'aquila è quello che vola più in alto di tutti gli esseri e che, unico fra tutti, può vedere il sole con gli occhi senza accecarsi, ossia vedere verso i cieli e verso l'Assoluto, verso Dio. Il Vangelo di Giovanni infatti si apre con parole di forte carica trascendente: « In principio era il Verbo, il Verbo era presso Dio e il Verbo era Dio. »  ( Gv 1, 1, su laparola.net.)

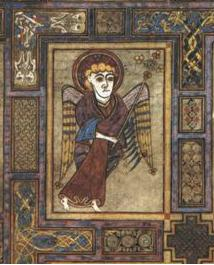
L'angelo, simbolo dell'evangelista Matteo
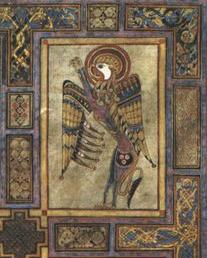
Il leone, simbolo dell'evangelista Marco
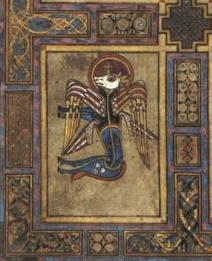
Il bue, simbolo dell'evangelista Luca
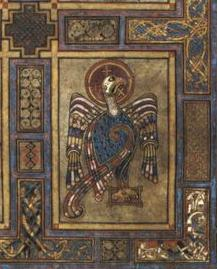
L'aquila, simbolo dell'evangelista Giovanni
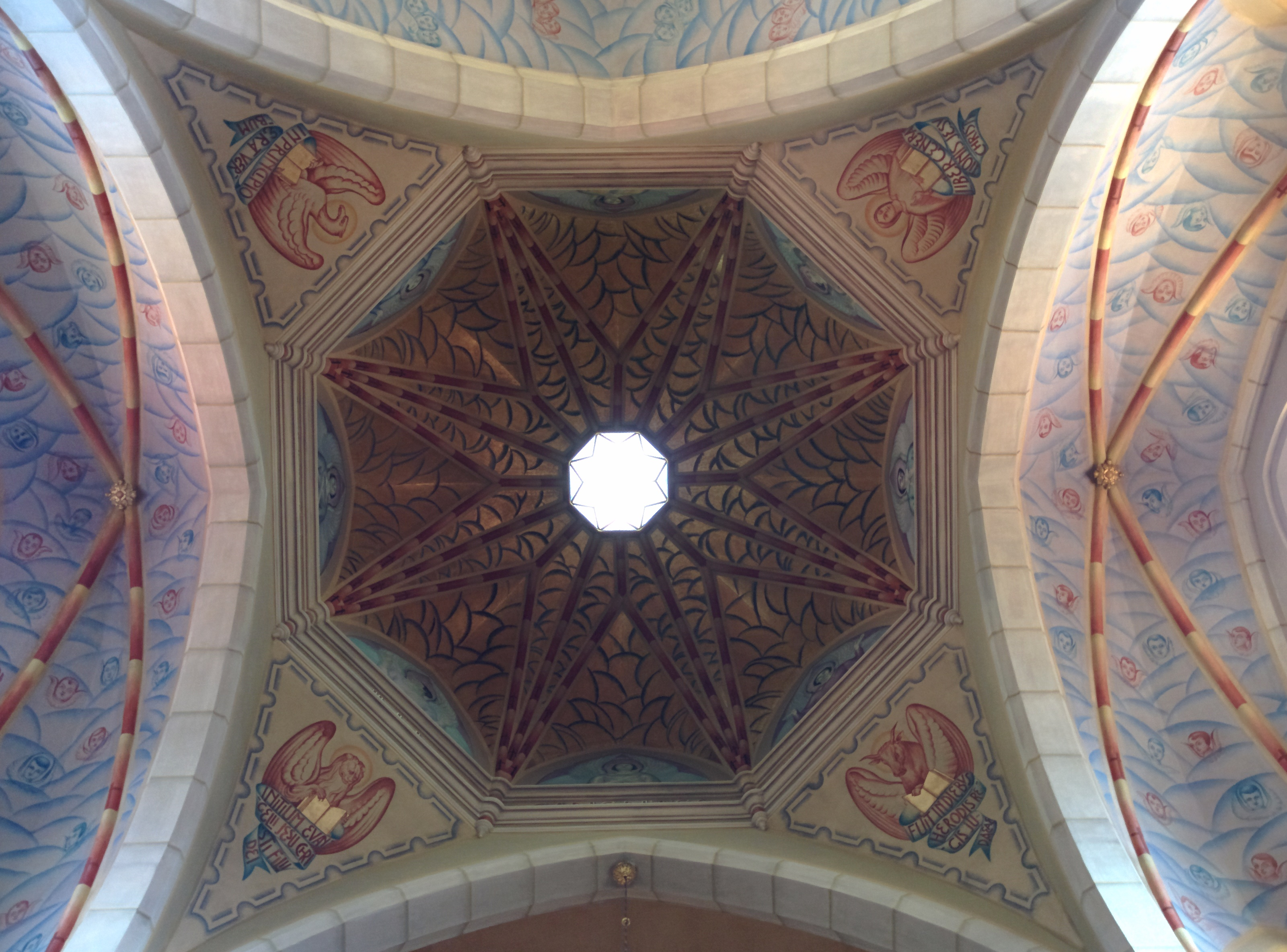
Chiesa di San Vitale a Castelnovo di Isola Vicentina, decorazioni della cupola sopra il coro. Ai quattro vertici si possono riconoscere l'iconografia stilizzata dei quattro evangelisti.